# Дервиш, Суад
Суад Дервиш (тур. Suat Derviş; 1905—1972) — турецкая писательница, журналистка и политическая активистка; одна из основательниц «Ассоциации женщин-социалисток», созданной в 1970 году. Её ранние романы считаются первыми готическими романами, написанными на турецком языке.

## Биография
Родилась, по разным данным, в 1904 или 1905 году в Константинополе в семье аристократов. Отец Суад, Исмаил Дервиш, работал гинекологом, а также преподавал на медицинском факультете Стамбульского университета. Мать Суад, Хесна-ханым, была дочерью невольницы, находящейся при свите османского султана Абдул-Азиза. У Суад была сестра по имени Хамиет, которая получила музыкальное образование в нескольких консерваториях Германии. В детстве Суад носила паранджу[значимость факта?].
Дервиш получила частное образование в области музыки и литературы, ей также преподавали немецкий и французский языки. В 1919—1920 годах она жила со своей сестрой в Германии, где училась в Берлинском университете. Во время пребывания в Германии Суад писала статьи о Турции для немецких журналов, в том числе Berliner Zeitung, в 1920 году опубликовала свою первую книгу, получившую название «Чёрная книга» (Kara Kitap). Между 1920 и 1933 годами были изданы ещё десять написанных ею книг.
Большое влияние на Суад оказала совместная с Назымом Хикметом работа в журнале «Resimli Ay». В ранних произведениях Суад затрагивались такие темы, как женская психология, гендерные и классовые проблемы. Также действие значительного числа произведений, написанных Суад, происходило в городе, что было нетипично для произведений того времени. По мнению одного из критиков: «[Суад Дервиш] более объективна и современна, чем Халиде Эдиб, но не менее проникновенна».
Помимо написания книг Суад также подрабатывала журналисткой. Среди событий, материалы о которых она написала, была Лозаннская конференция, на которой определялась судьба Турции.

### Возвращение в Турцию
После смерти отца в 1932 году, Суад вернулась в Турцию и вошла в интеллектуальные круги. В 1930 году она стала членом Либеральной республиканской партии, которая помимо прочего, выступала за предоставление женщинам избирательных прав. В 1930-х годах Суад безуспешно баллотировалась от партии на местных выборах. После Либеральной республиканской партии попала под влияние марксизма. В 1940—1941 годах издавала газету «Yeni Edebiyat» (с тур. — «Новая литература»).
Продолжала заниматься журналистской деятельностью. В 1936 году написала материал о конференции, на которой обсуждался режим Черноморских проливов. Во время работы в газете «Cumhuriyet» взяла интервью у 12 феминисток из разных стран мира, в том числе и у Розы Манус. Дважды посещала СССР, в 1944 году написала книгу «Почему я друг Советского Союза?» («Niçin Sovyetler Birliği’nin Dostuyum?»), которая вызвала в Турции горячую полемику.
Трижды была замужем, супругами Суад были Селами Иззет Седес, Низаметтин Назиф Тепеделенлиоглу и Решад Фуад Баранер.
Суад Дервиш скончалась 23 июля 1972 года. В 1990—2000-х годах её биография привлекла внимание множества исследователей. Была издана биография Суад, озаглавленная «Bir Kadın Bir Dönem: Suat Derviş».

## Политическая деятельность
Один из мужей Суад, Баранер, являлся членом запрещённой на тот момент коммунистической партии. 10 марта 1944 года Суад и её муж были арестованы по обвинению в «незаконной коммунистической деятельности», помимо них также были арестованы другие члены партии. Суад была приговорена к 8 месяцам тюремного заключения, на момент ареста она была беременна, у неё произошёл выкидыш. Муж Суад находился в тюрьме до 1950 года, в 1951 году он был в очередной раз арестован. Вследствие своих политических взглядов и ареста Суад испытывала трудности при поиске работы и публиковалась под псевдонимом. В 1953 году Суад была вынуждена покинуть Турцию.
В 1953—1963 годах жила в ряде стран, но большую часть времени провела во Франции. Её работы, в которых Суад поддерживала борьбу за расширение прав женщин, изданные в этот период, были тепло встречены во Франции, но в Турции отзывы были не столь однозначными, поскольку даже среди турецких левых на тот момент не существовало единого мнения по этому вопросу. В 1963 Суад снова вернулась в Турцию и жила с Баранером до его смерти в 1968 году. В том же году она опубликовала роман «Фосфорическая Джеврие» (Fosforlu Cevriye), в котором описывалась жизнь маргинализированных женщин, живущих в Стамбуле. «Фосфорическая Джеврие» считается наиболее известным произведением Суад, в 1969 году на основе этого романа был снят фильм, в 2016 году он был поставлен на театральной сцене. В 1970 году Суад приняла участие в создании Ассоциации женщин-социалисток (Devrimci Kadınlar Birliği), заявленными целями которой являлись создание революционного движения среди женщин и повышение их самосознания.

## Произведения, изданные на русском языке
- Дервиш Суад. Фосфорическая Джеврие. — Издательство иностранной литературы, 1957. — 200 с.

- Дервиш Суад. Любовные романы = Ask romanleri. — Молодая гвардия, 1969. — 141 с.